# Шевченко (Павловский район, Краснодарский край)
Шевче́нко — хутор в Павловском районе Краснодарского края.
Входит в состав Павловского сельского поселения.

## Население
| 2002 | 2010 |
| ---- | ---- |
| 429  | ↗455 |

## Улицы
На хуторе имеется одна улица: Длинная.